# Flip 3D
Flip 3D – efekt graficzny polegający na trójwymiarowym przełączaniu obiektów.

## Użycie
- Windows Aero – interfejs w systemie Windows Vista oraz Windows 7 (Flip 3D służy do przełączania między oknami). Efekt ten możemy włączyć poprzez wciśnięcie klawiszy ⊞ Windows+Tab ↹ lub dodając specjalny skrót do paska zadań.
- TopDesk – program dla systemu Microsoft Windows. Działa jak Windows Aero, również w starszych systemach.
- FoxTab – dodatek do przeglądarki Firefox, powodujący przełączanie między kartami w widoku 3D.
- Compiz – ustawienie: Przesuwany przełącznik aplikacji z opcją odwracanie daje podobny efekt jak w Windows Vista i 7.